# Peter M. Fraser
Peter Marshall Fraser (geboren am 6. April 1918 in Carshalton, Surrey; gestorben am 15. September 2007 in Oxford) war ein britischer Althistoriker, Epigraphiker und von 1968 bis 1971 Direktor der British School at Athens.

## Leben
Peter M. Fraser war der Sohn von Archibald Fraser und dessen Frau Lily Louise, geborene Sydenham. Er wuchs in Carshalton, einer Vorstadt Londons, auf und besuchte die City of London School. Im Anschluss studierte er ab 1937 Literae humaniores als Teilstudium der Klassischen Altertumswissenschaft am Brasenose College der University of Oxford, musste sein Studium jedoch wegen des Kriegsdienstes im Zweiten Weltkrieg 1940 unterbrechen. Er diente bei den Seaforth Highlanders, nach der Offiziersausbildung im Rang eines Second-Lieutenant. Er wurde zunächst in Nordafrika eingesetzt und in der zweiten Schlacht von El Alamein verwundet. Während der Lazarettzeit wurde er gefragt, ob er als Verbindungsoffizier für die Spezialeinheit der Special Operations Executive in Griechenland dienen wolle, und stimmte zu. Bei Kalamata auf der Peloponnes wurde er 1943 als Fallschirmjäger abgesetzt und war zwischen 1943 und 1945 an der Befreiung des von den Achsenmächten besetzten Griechenlands beteiligt. Im Jahr 1944 führte er einen erfolgreichen Angriff auf ein deutsches Flugfeld bei Argos. Für seine Tapferkeit während des Kriegs wurde er 1945 mit dem Military Cross ausgezeichnet.

## Wissenschaftlicher Werdegang
Bereits während des Krieges wurde Fraser 1943 in Abwesenheit der Grad eines MA verliehen. Nach dem Krieg nahm er sein Studium in Oxford – nun bei Hugh Last – wieder auf und spezialisierte sich, angeregt durch eine kurze, aber prägende Begegnung mit William Woodthorpe Tarn vor dem Krieg, auf die Zeit des Hellenismus. 1948 wurde er Lecturer für Geschichte des Hellenismus an der University of Oxford, eine Stelle, die extra für Fraser eingerichtet wurde, nachdem er bereits von 1947 bis 1948 als Lecturer am Balliol College gearbeitet hatte. 1950 gewann er mit seiner eigentlich als Dissertation über das hellenistische Rhodos angefertigten Arbeit Studies in the History and Epigraphy of Hellenistic Rhodes den angesehenen Conington Prize der Universität. Hierfür verzichtete er allerdings darauf, mit der Arbeit promoviert zu werden, obwohl sein Gutachter Arnold Hugh Martin Jones der Arbeit bescheinigte, ohne Änderungen publiziert werden zu können.
1954 wurde Fraser Fellow am renommierten All Souls College, Oxford. Die British Academy wählte ihn bereits 1960 zu ihrem Mitglied. Im Jahr 1964 wurde Fraser Reader für Geschichte des Hellenismus und lehrte bis zu seinem Ruhestand 1985. Von 1985 bis 1987 diente er dem College als Warden, als College-Leiter. 1995 wurde er zum Emeritus Fellow des All Souls College ernannt.
Während seiner Zeit als Professor in Oxford war er als Nachfolger A. H. S. Megaws von 1968 bis 1971 Direktor der British School at Athens. 1973 führte ihn eine Gastprofessur an die Indiana University Bloomington nach Bloomington in Indiana.

## Forschungen und Ehrungen
Schwerpunkt des wissenschaftlichen Wirkens Frasers, dem die universitäre Lehre kein allzu großes Vergnügen bereitete, war die Geschichte des Hellenismus, für die er vor allem epigraphische Zeugnisse erschloss, aber auch Feldforschung betrieb. Sein erstes Buch war die 1953 erschienene Überarbeitung von Michael Rostovtzeffs Social and Economic History of the Hellenistic World. Ein Jahr später publizierte er sein Rhodian Peraea and Islands, das Teile seiner „Dissertation“ enthielt. 1960 erschien seine Publikation der Inschriften von Samothrake für die vom Institute of Fine Arts New York durchgeführten Ausgrabungen. Die Arbeit erhielt von Louis Robert im Gnomon von 1963 eine vernichtende Rezension, in der Fraser vorgeworfen wurde, lediglich an Ereignisgeschichte interessiert zu sein, obwohl das Material so ergiebig für die Sozialgeschichte sei. Die Kritik blieb nicht unerhört.
Während der Jahre von 1972 bis 1982 war er maßgeblich an der Leitung der britischen Society for Afghan Studies beteiligt, für die er Ausgrabungen in Kandahar, einer Gründung Alexanders des Großen, im Süden Afghanistans leitete. Fraser war auch der Herausgeber der nur dreimal veröffentlichten Afghan Studies, die nach 1982 in den South Asian Studies aufgingen. Wichtigstes und von ihm 1972 angestoßenes Werk war jedoch das Lexicon of Greek Personal Names, das der Erschließung der sozialen und politischen griechischen Geschichte von archaischer bis byzantinischer Zeit dient und zunächst von der British Academy, seit 1996 von der Universität Oxford betreut wird. Der erste der bislang sieben Bände erschien 1987. Hier holte Fraser nach, was ihm Robert 1963 vorgeworfen hatte: Die fehlende Nutzbarmachung der Namenszeugnisse für die Sozialgeschichte der Griechen.
Für seine Leistungen wurde er mit den Ehrendoktorwürden der Universität Trier 1984, der La Trobe University im australischen Melbourne 1996 und der Universität Athen 2002 geehrt.
Peter M. Fraser wurde auf dem britischen Militärfriedhof auf Kefalonia bestattet.

## Veröffentlichungen (Auswahl)
- mit Tullia Rönne: Boeotian and West Greek Tombstones. Gleerup, Lund 1957.
- mit George Ewart Bean: The Rhodian Peraea and Islands. Oxford University Press, Oxford 1954.
- Samothrace. Excavations Conducted by the Institute of Fine Arts of New York University. Band 2, Teil 1: The Inscriptions on Stone. Pantheon Books, New York 1960.
- Ptolemaic Alexandria. Clarendon Press, Oxford 1972.
- Rhodian Funerary Monuments. Clarendon Press, Oxford 1977.
- als Herausgeber: Lexicon of Greek Personal Names. Oxford University Press, Oxford 1987–2013.
- Cities of Alexander the Great. Clarendon Press, Oxford 1996.
- postum: Greek Ethnic Terminology. Oxford University Press, Oxford 2009.